# 팩맨 2: 새로운 모험
《헬로! 팩맨》(영어: Pac-Man 2: The New Adventures, 일본어: ハロー!パックマン)은 1994년 남코(현, 반다이남코게임즈)에서 발매된 슈퍼 패미컴용 게임 소프트웨어이다.

## 개요
본 작품은 각 스테이지마다 팩맨의 부인인 미스팩맨에게 지시받은 여러 가지 심부름을 해오는 것이 목적인 액션 어드벤처 게임이다. 플레이어는 거의 모든 게임진행에서 팩맨을 직접 조종하는 것이 불가능하지만, 새총이나 화살표로 팩맨을 유도할 수 있다. 화면의 특정장소에 새총을 쏴야만 이벤트가 발생하는 등 퍼즐요소도 있다. 스테이지에 따라 행글라이더나 탄광차를 탈 때도 있는데 이것의 액션난이도는 높은 편이다.
플레이어가 유도하지 않고 그냥 방치해두면 팩맨은 멋대로 걸어가더니 어떤 사고나 트러블에 휘말려서 비참한 꼴을 당하기도 한다. (당연히 플레이어가 고의로 일으킬 수도 있다.) 라이프설정은 없고 행동불능에 빠져도 마지막에 온 장소에서 다시 시작한다. 도중엔 숙적 「몬스터」가 출현하여 팩맨을 공포의 나락에 빠트린다. 기본적으로 팩맨이 몬스터와 만나면 겁에 질려 오들오들 떨며 도망다닌다. 몬스터를 퇴치할 경우는 플레이어가 새총으로 「파워 먹이」를 팩맨에게 주어 「슈퍼 팩맨」으로 변신시켜야 한다. 이전까지의 팩맨에서 익숙했던 "콩알먹기"만이 아닌 개그요소가 매우 강한게 특징이다. 당시로서는 게임 중의 배경색사용이 좋고, 팩맨의 애니메이션 패턴이 1000장 이상이며, 희노애락이나 안절부절한 모습, 마구 화풀이를 하는 모습, 가끔 괴상한 웃음을 짓는 등의 많은 행동이나 표정을 다채롭게 표현했다. 이런 모습이 변화하는 상황을 즐기는 것도 이 작품의 묘미라고 할 수 있다.

## 팩맨의 기분
이 작품을 플레이 하는데 있어 중요한 요소는 팩맨의 「기분」이다. 팩맨은 상황에 따라 다양한 표정을 보여주고 소소한 일로 변화한다. 기분이 좋으면 플레이어의 지시를 곧장 따르지만 너무 기분이 들뜨면 폭주해서 트러블에 휘말리기 쉽다. 또 기분이 나빠지면 플레이어의 지시를 무시하고 멋대로 행동하기 시작한다. 행동에 따라 눈을 껌뻑이며 무기력상태에 빠지며 최악의 경우는 얼굴이 창백해지며 땅바닥에 주저앉고 만다. 새총을 팩맨의 얼굴에 맞춰서 고의로 팩맨의 분노를 유발할 수 있으며 화나게 해야만 공략할 수 있는 부분도 있다.

## 캐릭터
팩맨
주인공. 부인과 애가 두명 딸린 4인가족으로 부인의 명령에 절대복종하는 모양이다. 감정적이며 자신의 힘으로 아무것도 못하는 한심한 캐릭터로 되어있다.
미스팩맨
팩맨의 부인. 이상하게 다리가 길며 팩맨에게 다양한 명령을 한다. 보너스게임에선 그녀의 데뷔작 『미스 팩맨』을 플레이 할 수 있다.
팩베이비
팩맨의 장녀
팩쥬니어
팩맨가의 장남으로 베이비의 오빠. 길거리에서 몬스터들에게 애용하는 기타를 빼앗기고 만다.
루시
이웃에 사는 인간소녀로 주니어의 여자친구. 생일선물인 꽃을 따오기 위해 팩맨은 산악지대에서 고생 끝에 입수하지만 공적을 부인에게 빼앗긴 모양.
아비라스네터
마지막 보스인 마녀로 몬스터를 통괄한다. 마을의 모든 껌을 독점해서 껌을 이용해 아주 나쁜 일을 꾸미려한다.
몬스터
쓰레기통이나 나무상자에 숨어서 팩맨을 위협한다. 행글라이더나 탄광차스테이지에서는 바위를 던지는 등 다채롭게 방해한다.

## 탈 것
행글라이더
Y버튼으로 상승, 새총으로 맞춰서 하강하는 탈 것.
탄광차
Y버튼으로 가속, 새총으로 맞추면 팩맨이 잠시 튀어오른다.

## 보너스 게임
각 스테이지에 숨겨진 카세트를 모으면 보너스 게임을 할 수 있다.

## 이식작
세가의 메가드라이브판이 있으며 메가드라이브의 특성을 살려 사운드가 강화되었다.